# Fritz Gerstenberger
Fritz Gerstenberger (* 25. November 1898 in Neudorf; † 14. Mai 1970 ebenda) war ein erzgebirgischer Mundartdichter.

## Leben
Der Sohn eines Wald- und Sägewerksarbeiters besuchte die achtklassige Volksschule in seinem Geburtsort Neudorf und wurde Fabrikarbeiter. Nach dem Zweiten Weltkrieg betätigte er sich als Bergmann bei der SDAG Wismut. Bereits in dieser Zeit verfasste er einige Gedichte und auch Lieder in der Mundart des oberen Erzgebirges, die er bei verschiedenen Kulturveranstaltungen selbst vortrug. In Rudolf Kunath fand er einen Partner, der mehrere seiner Liedtexte vertonte. Zu seinen bekanntesten Lieder zählt „De neie Bimmelbah“, das auch auf einer Liedpostkarte verbreitet wurde.
Siegfried Sieber bezeichnete ihn als einen „der besten Volkssänger und Mundarterzähler des Westerzgebirges“.